# Resolutie 872 Veiligheidsraad Verenigde Naties
Resolutie 872 van de Veiligheidsraad van de Verenigde Naties werd unaniem aangenomen op 5 oktober 1993. Met deze resolutie richtte men de UNAMIR-vredesmacht in Rwanda op.

## Achtergrond
Al tijdens het Belgische koloniale tijdperk was er geweld tussen de Hutu- en de Tutsi-bevolkingsgroepen in Rwanda. Desondanks bleven die laatsten, die in de minderheid waren, de macht uitdragen. Na de onafhankelijkheid bleef het etnische conflict aanslepen tot in 1978 de Hutu's aan de macht verkozen werden. Tijdens deze rustige periode mochten Tutsi-vluchtelingen niet naar Rwanda terugkeren en in de jaren 1980 kwam het opnieuw tot geweld. 
In 1990 vielen Tutsi-milities van het FPR met Oegandese steun Rwanda binnen. Met westerse steun werden zij echter verdreven. Toch werd er in de nasleep hiervan met vredesgesprekken begonnen.

## Inhoud

### Waarnemingen
De Veiligheidsraad verwelkomde de ondertekening van het Arusha-Vredesakkoord op 4 augustus. Zowel Rwanda als het FPR vroegen om een neutrale internationale macht. Ook de Veiligheidsraad benadrukte de nood daaraan en vond dat de VN, op vraag en met de volledige medewerking van de partijen en onder vreedzame omstandigheden, moesten bijdragen aan de uitvoering van het vredesakkoord.

### Handelingen
De Veiligheidsraad besloot tot de oprichting van de Bijstandsmissie voor Rwanda van de Verenigde Naties of UNAMIR-vredesoperatie voor een periode van zes maanden. Doch, enkel als er substantiële vooruitgang werd geboekt
bij de uitvoer van het vredesakkoord zou de missie langer dan negentig dagen blijven. UNAMIR kreeg het volgende mandaat:
a. bijdragen aan de veiligheid van de hoofdstad Kigali;
b. toezien op het staakt-het-vuren;
c. toezien op de veiligheidssituatie in periode voor de verkiezingen;
d. helpen met de ontmijning, voornamelijk door opleidingsprogramma's;
e. schendingen van het vredesakkoord inzake de integratie van de strijdkrachten onderzoeken;
f. toezien op de terugkeer van vluchtelingen en de huisvesting van ontheemden;
g. helpen met de coördinatie van hulpactiviteiten;
h. incidenten aangaande de politie en de gendarmerie onderzoeken.
De UNAMIR-waarnemingsmissie die met resolutie 846 was opgericht, moest in UNAMIR worden geïntegreerd. Ook de Neutrale Militaire Waarnemersgroep NMOG II van de OAE werd geïntegreerd.
De terugtrekking van UNAMIR moest gefaseerd gebeuren. Ingeval de missie zou worden verlengd, zou haar mandaat moeten aflopen volgend op de nationale verkiezingen en de vorming van een nieuw regering. Dat was gepland tegen oktober 1995, maar het mandaat mocht niet langer dan december 1995 duren.
Secretaris-generaal Boutros Boutros-Ghali mocht zo snel mogelijk de eerste contingenten naar Kigali sturen. Dan konden de overgangsinstellingen – het bestuur van het land tot na de verkiezingen – opgezet worden en andere delen van het vredesakkoord uitgevoerd worden. Er werd hem ook gevraagd te rapporteren over de vooruitgang van UNAMIR en de vereisten voor de verdere schaal en samenstelling. Ook moest hij de maximale sterkte van de missie zo laag mogelijk houden, door bijvoorbeeld een gefaseerde inzet, en bij de planning moest aan bezuinigingen gedacht worden.
Het plan van de secretaris-generaal om een speciale vertegenwoordiger aan te duiden die de missie zou gaan leiden werd verwelkomd. De Veiligheidsraad vroeg hem een akkoord over de status van de operatie te sluiten, die binnen de dertig dagen moest ingaan.
Ten slotte werd van de partijen geëist dat ze de veiligheid van het personeel van de operatie verzekerden en werd bij de lidstaten, gespecialiseerde organisaties en NGO's aangedrongen op hulp op economisch, financieel en humanitair vlak voor de bevolking en de democratisering van Rwanda.

## Verwante resoluties
- Resolutie 812 Veiligheidsraad Verenigde Naties
- Resolutie 846 Veiligheidsraad Verenigde Naties
- Resolutie 891 Veiligheidsraad Verenigde Naties
- Resolutie 893 Veiligheidsraad Verenigde Naties (1994)

Lijst ·  800 ·  801 ·  802 ·  803 ·  804 ·  805 ·  806 ·  807 ·  808 ·  809 ·  810 ·  811 ·  812 ·  813 ·  814 ·  815 ·  816 ·  817 ·  818 ·  819 ·  820 ·  821 ·  822 ·  823 ·  824 ·  825 ·  826 ·  827 ·  828 ·  829 ·  830 ·  831 ·  832 ·  833 ·  834 ·  835 ·  836 ·  837 ·  838 ·  839 ·  840 ·  841 ·  842 ·  843 ·  844 ·  845 ·  846 ·  847 ·  848 ·  849 ·  850 ·  851 ·  852 ·  853 ·  854 ·  855 ·  856 ·  857 ·  858 ·  859 ·  860 ·  861 ·  862 ·  863 ·  864 ·  865 ·  866 ·  867 ·  868 ·  869 ·  870 ·  871 ·  872 ·  873 ·  874 ·  875 ·  876 ·  877 ·  878 ·  879 ·  880 ·  881 ·  882 ·  883 ·  884 ·  885 ·  886 ·  887 ·  888 ·  889 ·  890 ·  891 ·  892